# Massaker an der Amischen-Schule von Nickel Mines
Das Massaker an der Amischen-Schule von Nickel Mines fand am 2. Oktober 2006 an einer Schule der Gemeinschaft der Amischen in der Gemeinde Nickel Mines in Pennsylvania in den USA statt. Fünf Schülerinnen im Alter zwischen sechs und 13 Jahren wurden erschossen, fünf weitere Schülerinnen wurden schwer verletzt. Der Täter Charles Carl Roberts (geb. 1973) erschoss sich anschließend selbst. Das Ereignis erlangte in den USA landesweite Bekanntheit und wurde auch literarisch und filmisch verarbeitet. Der meistdiskutierte Aspekt war der Umstand, dass die Amischen, einschließlich der Familien der getöteten Mädchen, unmittelbar nach der Tat gegenüber der ortsansässigen Familie des Täters Vergebung übten und diese trösteten und unterstützten.

## Hergang
Die West Nickel Mines School war eine kleine Einklassenschule, die ausschließlich von der Gemeinschaft der Amischen genutzt wurde. Charles Carl Roberts IV, ein ortsansässiger Milchlasterfahrer, betrat das Schulgebäude gegen 10.30 Uhr Ortszeit während der Unterrichtszeit, bewaffnet mit einer halbautomatischen Pistole. Roberts befahl einigen Schülern, ihm beim Transport von weiteren Waffen und anderen Gegenständen von seinem Pick-up-Truck in den Klassenraum zu helfen. Die Gegenstände wie etwa Kleidung, Toilettenpapier, Kerzen und Baumaterial zum Verbarrikadieren des Eingangs deuteten darauf hin, dass der Täter auf einen längeren Aufenthalt eingestellt war. Der Lehrerin Emma Mae Zook und ihrer zu diesem Zeitpunkt im Klassenraum anwesenden Mutter gelang währenddessen die Flucht zu einer nahegelegenen Farm, von wo aus die Polizei verständigt wurde.
Alle 15 männlichen Schüler sowie eine schwangere Frau und drei Eltern mit Kleinkindern durften das Gebäude verlassen. Darüber hinaus gelangte auch die neunjährige Schülerin Emma Fisher, deren Schwestern Marian und Barbara ebenfalls in der Schule waren, in Freiheit: Das Mädchen sprach zu diesem Zeitpunkt nur pennsylvaniadeutsch und verstand daher den auf Englisch geäußerten Befehl des Täters, dass die Mädchen den Raum nicht verlassen dürften, nicht; sie folgte ihrem Bruder Peterli unversehrt ins Freie. Roberts fesselte die verbleibenden zehn Schülerinnen und befahl ihnen, sich in einer Reihe nahe der Tafel aufzustellen. Die Tür des Schulgebäudes wurde vom Täter mittels mitgebrachtem Baumaterial verbarrikadiert.
Die ersten Polizeibeamten trafen gegen 10.40 Uhr am Tatort ein. Gegen 11.00 Uhr befand sich bereits eine große Zahl von Beamten, Sanitätern sowie Anwohnern in der Nähe des Schulgebäudes. Roberts wurde von der Polizei aufgefordert, sich zu ergeben und das Gebäude zu verlassen. Er weigerte sich jedoch, der Aufforderung Folge zu leisten und verlangte seinerseits den Abzug der Polizisten, wobei er damit drohte, die Mädchen andernfalls zu erschießen.
Gegen 11.00 Uhr ertönte ein lauter Schrei eines der Mädchen aus dem Schulgebäude. Ein Team von Polizeibeamten bat daraufhin über Funk, sofort eingreifen zu dürfen, jedoch wurde ihnen die Erlaubnis verweigert. Gegen 11.07 Uhr begann der Täter zu schießen. Polizisten näherten sich daraufhin dem Schulgebäude. Als der erste Polizist eines der Fenster erreichte, hörten die Schüsse auf: Roberts hatte Selbstmord begangen. Insgesamt wurden mindestens 13, nach anderen Angaben 17 bis 18 Schüsse abgefeuert. Kurz bevor der Täter das Feuer eröffnete, boten ihm die Schwestern Marian und Barbara F., 13 und 11 Jahre alt, an, sie zu erschießen, wenn im Gegenzug die Leben der übrigen Mädchen verschont würden. Gegen 11.10 Uhr drangen die Beamten in das Schulgebäude ein.

## Ermordete und verletzte Mädchen
Roberts hatte sich mit zehn Mädchen im Alter zwischen sechs und 13 Jahren, alle aus der Gemeinschaft der Amischen, in der Schule verbarrikadiert. Alle zehn Mädchen wiesen Schussverletzungen auf, die ihnen aus nächster Nähe zugefügt worden waren. Fünf der Mädchen verstarben am Tatort oder wenig später in Krankenhäusern, die übrigen fünf Mädchen überlebten.
Zwei der Mädchen, die siebenjährige Naomi R. E. und die 13-jährige Marian S. F., wurden noch am Tatort für tot erklärt.
Die übrigen acht Mädchen wurden, teils mit Helikoptern, in verschiedene Krankenhäuser verbracht.
Die zwölfjährige Anna M. S. wurde wenig später bei der Ankunft im Lancaster General Hospital in Lancaster (Pennsylvania) für tot erklärt.
Die achtjährige Lena Z. M. verstarb am nächsten Tag, dem 3. Oktober 2006, im Milton S. Hershey Medical Center in Hershey (Pennsylvania).
Ihre siebenjährige Schwester Mary L. M. verstarb ebenfalls am 3. Oktober im Christiana Hospital in Newark (Delaware).
Die sechsjährige Rosanna K. erlitt schwere Hirnverletzungen. Sie wurde ins Milton S. Hershey Medical Center verbracht und an Lebenserhaltungssysteme angeschlossen. Zwei Tage später, am 4. Oktober 2006, wurde sie auf Bitten ihrer Familie von den Lebenserhaltungssystemen getrennt und die Familie nahm sie mit nach Hause. Ihr Zustand verbesserte sich später etwas, sie bleibt jedoch schwerstbehindert. Terri Roberts, die Mutter von Charles Carl Roberts, besucht die Familie King regelmäßig und kümmert sich um Rosanna.
Die 13-jährige Esther K. erlitt eine Schussverletzung im Rücken. Sie konnte später wieder die Schule besuchen und ihren Schulabschluss machen.
Die achtjährige Rachel S. erlitt Schussverletzungen am Arm und am Kiefer. Die chirurgischen Eingriffe waren so erfolgreich, dass lediglich eine kleine Narbe zurückblieb.
Die achtjährige Sarah A. S. wurde so schwer verletzt, dass die Ärzte zunächst nicht damit rechneten, dass sie überleben würde. Jedoch verbesserte sich ihr Zustand so weit, dass sie später wieder die Schule besuchen konnte. Sie scheint physisch vollständig genesen zu sein, es verblieb lediglich eine kleine Narbe auf der Stirn.
Die elfjährige Barbara (Barbie) F. musste sich mehreren Schulteroperationen unterziehen.

## Täter und mögliche Tatmotive
Der Täter Charles Carl Roberts IV (32) arbeitete als Milchlasterfahrer. Er war verheiratet und hatte drei Kinder. Er hinterließ für jeden der vier jeweils einen Abschiedsbrief. Der Täter war nicht vorbestraft, es existierte keine Vorgeschichte psychischer Erkrankungen. Roberts’ Witwe Marie hatte keine Erklärung für die Tat. Roberts sei ein guter Ehemann und Vater gewesen. Roberts’ Arbeitskollegen gaben an, bei diesem in den Monaten vor dem Verbrechen Veränderungen wahrgenommen zu haben, jedoch hätte sich sein Verhalten in der Woche vor der Tat wieder normalisiert. Roberts’ Nachbarn berichteten von einer heiteren Stimmung des Täters in diesen letzten Tagen vor dem Massaker. Die Polizei führte diesen letzten Verhaltensumschwung darauf zurück, dass Roberts sich bereits zu der Tat entschlossen hätte.
Wenige Minuten vor der Tat telefonierte Roberts mit seiner Frau und teilte ihr mit, er habe vor 20 Jahren, im Alter von zwölf Jahren, zwei kleine Mädchen aus seiner Familie sexuell belästigt und er verspüre das Bedürfnis, dies wieder zu tun. Die beiden Verwandten bestritten, dass eine solche Tat jemals stattgefunden habe. Gegenstände, die Roberts zur Tatzeit bei sich hatte, deuteten darauf hin, dass er ein Sexualverbrechen geplant haben könnte. Der Polizei zufolge gab es keine Hinweise auf sexuelle Belästigungen der Schülerinnen durch Roberts. Andere Quellen sprachen allerdings sehr wohl von solchen Taten. Im Übrigen wären Roberts nur wenige Minuten Zeit für die Ausführung von Sexualverbrechen geblieben. Weiterhin deutete Roberts in einem der Abschiedsbriefe Trauer über eine vor neun Jahren während oder kurz nach der Geburt verstorbene Tochter an. Er schrieb auch über seinen Groll gegen Gott.

## Reaktion der Amischen
Von den Amischen, einer täuferischen Gemeinschaft, die für ihre profunde Friedfertigkeit bekannt ist, wurde die Tat als plötzliches Hereinbrechen des Bösen in ihre friedliche Welt wahrgenommen. In der Presse wurden Amische mit den Worten zitiert, dies sei das „Amische 9/11“.
Der eine Aspekt, welcher die Öffentlichkeit in den USA am meisten beschäftigte – neben dem Grauen des Verbrechens selbst –, war die Vergebung der Amischen einschließlich ihrer Unterstützung der Familie des Täters. Die Idee der Vergebung hat einen sehr hohen Stellenwert im Glauben der Amischen. Ein Großvater eines der ermordeten Mädchen wurde mit den gegenüber einigen jüngeren Verwandten geäußerten Worten zitiert: „We must not think evil of this man“, womit der Täter gemeint war. Es sei falsch, den Täter zu hassen. Ein Amischer Vater sagte: „Er [der Täter] hatte eine Mutter und eine Ehefrau und eine Seele und jetzt steht er einem gerechten Gott gegenüber.“ Jack Meyer, ein Mitglied der in der Nähe der Lancaster-County-Amischen lebenden Schwarzenauer Brüder, sagte: „Ich denke nicht, dass es hier irgendjemanden gibt der anderes will als vergeben, der nicht nur denen helfen will, die einen solchen Verlust erlitten haben, sondern auch der Familie des Mannes, der diese Taten begangen hat.“
Nach der Tat suchten Amische die Familie des Täters auf. Sie boten der Familie ihre Vergebung und trösteten sie. Die Amischen gründeten einen Wohltätigkeitsfonds und sammelten Geld für die Familie Roberts. Etwa 30 Amische nahmen an Roberts’ Beerdigung teil. Marie Roberts, die Witwe des Täters, wurde zur Beerdigung eines der ermordeten Mädchen eingeladen. Sie verfasste einen offenen Brief, in dem sie den Amischen für ihre Vergebung, ihre Güte und ihre Barmherzigkeit dankte. Das Verhalten der Amischen habe nicht nur ihrer Familie geholfen, es wirke weit darüber hinaus und könne die Welt verändern.
Die West Nickel Mines School wurde in der Woche nach dem Verbrechen, am 12. Oktober 2006, vollständig abgerissen. In der Nähe des alten Standorts wurde eine neue Schule, die New Hope School, errichtet und genau sechs Monate nach der Tat, am 2. April 2007, eröffnet. Die neue Schule wurde so verschieden wie möglich vom alten Schulgebäude konstruiert.

## Rezeption
Das Schulmassaker und die Art und Weise, wie die Amischen mit dem Verbrechen umgingen, wurde in der US-Öffentlichkeit breit rezipiert. Bereits im Jahr 2007 erschienen einige Sachbücher über das Ereignis, wobei oftmals die Reaktion der Amischen im Vordergrund stand (siehe Literatur). Das wohl bedeutendste Werk ist das Buch Amish Grace: How Forgiveness Transcended Tragedy das der Soziologe Donald Kraybill gemeinsam mit Steven M. Nolt und David L. Weaver-Zercher verfasste. Auf dem Buch von Kraybill, Nolt und Weaver-Zercher basiert der Fernsehfilm Amish Grace, der 2010 erstmals im Lifetime Movie Network ausgestrahlt wurde.